# Krajská soutěž – České Budějovice 1951
Krajská soutěž – České Budějovice 1951 byla po zrušení Celostátního československého mistrovství II jednou z 21 skupin 2. nejvyšší fotbalové soutěže v Československu. V soutěži se utkalo 10 týmů každý s každým dvoukolovým systémem jaro-podzim. 

## Konečná tabulka
| Poř. | Tým                        | Z  | V  | R | P  | VG  | OG | B  |
| ---- | -------------------------- | -- | -- | - | -- | --- | -- | -- |
| 1.   | TJ Slavia České Budějovice | 18 | 15 | 1 | 2  | 103 | 34 | 31 |
| 2.   | DSO Tatran ČSSZ Písek      | 18 | 12 | 3 | 3  | 62  | 30 | 27 |
| 3.   | Fezko Strakonice           | 18 | 11 | 4 | 3  | 49  | 36 | 26 |
| 4.   | Kovosvit Sezimovo Ústí     | 18 | 10 | 5 | 3  | 46  | 35 | 25 |
| 5.   | SKP České Budějovice „I.“  | 18 | 7  | 5 | 6  | 53  | 40 | 19 |
| 6.   | ZSJ ČSSZ Tábor             | 18 | 5  | 4 | 9  | 50  | 58 | 14 |
| 7.   | Motor Union Vodňany        | 18 | 4  | 3 | 11 | 47  | 72 | 11 |
| 8.   | ČSD Tábor                  | 18 | 4  | 3 | 11 | 27  | 60 | 11 |
| 9.   | NV Písek                   | 18 | 4  | 2 | 12 | 38  | 70 | 10 |
| 10.  | SKP České Budějovice „II.“ | 18 | 3  | 0 | 15 | 43  | 83 | 6  |

Poznámky:
- Z = Odehrané zápasy; V = Vítězství; R = Remízy; P = Prohry; VG = Vstřelené góly; OG = Obdržené góly; B = Body;